# Incêndios no Delta do Paraná de 2020
Os incêndios no delta do rio Paraná de 2020 são uma série de incêndios que estão atualmente atingindo o delta do Paraná, afetando principalmente as províncias de Entre Ríos e Santa Fé, mas também Buenos Aires. Cidades grandes como Rosário e Buenos Aires também foram afetadas.
Os primeiros incêndios foram detectados em fevereiro de 2020, e continuam até agosto. Na mesma área ocorreram os Incêndios de 2008 no Delta do Paraná.

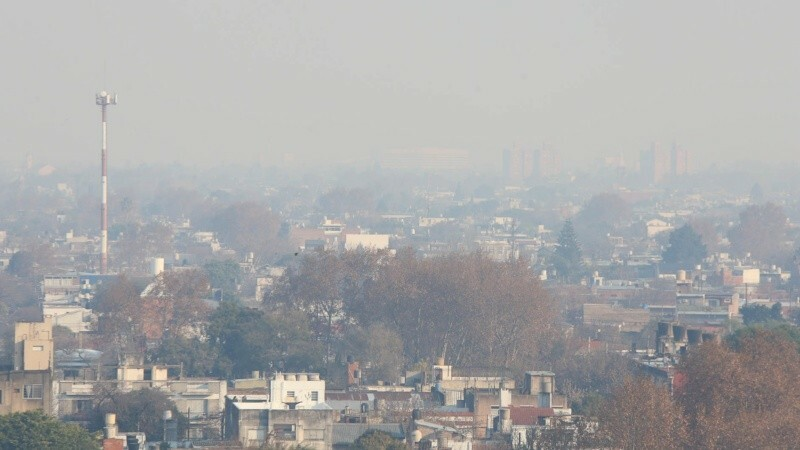
Fumaça em Rosário causada pelos incêndios

Até o dia 5 de agosto de 2020, os incêndios já tinham queimado 90 mil hectares. O custo econômico foi estimado em 10 milhões de pesos argentinos diários.

## Causas
Durante o verão, acreditava-se que os fogos poderiam ser causados por pessoas que deixassem fogueiras ou pontas de cigarros acesos nas ilhas do Delta, e também por produtores agrícolas.
Os produtores agrícolas foram vítimas no 2020 de várias sabotagens, incluindo incêndios neles campos. O setor agrícola indicou que estes incêndios deveram-se ao maior afluxo de público às ilhas (turistas e também caçadores furtivos), à grande biomassa seca que potencializa qualquer fogo, e mesmo também devido a intenções políticas ligadas aos sabotagens que eles sofreram no ano. Além disso, eles sugeriram que queimar os campos (que são entre um 20 e 30% das terras das ilhas) nenhum uso para a sua atividade já que os preços da soja não tornavam atraente o plantio lá, e os incêndios prejudicariam uso da terra pelo gado.
Acusações criminais foram apresentadas contra vários fazendeiros.
Por outro lado, algumas organizações de ambiente apontaram que as queimadas foram iniciadas por fazendeiros para renovar pastagens, fogos controlados como todos os anos, só que em 2020 a seca tornou-lhes maiores e mais rápidas, gerando incêndios florestais. O governo também apoiou esta teoria.